# Blok Nasza Ukraina
Blok Nasza Ukraina (ukr. Блок «Наша Україна», NU) – koalicja ukraińskich partii politycznych, powołana w 2001 przez Wiktora Juszczenkę, biorąca udział w wyborach parlamentarnych w 2002 i w 2006, główna siła pomarańczowej rewolucji.

## Historia

### Powstanie i wybory 2002
Koalicja powstała pod koniec 2001 celem udziału w przewidzianych na wiosnę następnego roku wyborach do Rady Najwyższej. Miała z jednej strony stać się zapleczem popularnego byłego premiera Wiktora Juszczenki, z drugiej dać szansę na dobry wynik wyborczy licznym partiom określanym jako centroprawicowe i prawicowe. Blok oficjalnie utworzyło 10 ugrupowań, kilka innych wspierało go w sposób nieformalny.
Lista wyborcza została podzielona przede wszystkim pomiędzy 5 partii:
- Ludowy Ruch Ukrainy, prawicowa, umiarkowanie nacjonalistyczna partia Hennadija Udowenki;
- Ukraińska Partia Ludowa, prawicowa, umiarkowanie nacjonalistyczna partia Jurija Kostenki;
- Reformy i Porządek, liberalna partia Wiktora Pynzenyka;
- Partia Solidarność, powołana w 2001 oligarchiczna partia Petra Poroszenki;
- Młodzieżowa Partia Ukrainy (MPU), powołana w 1999 oligarchiczna partia Jurija Pawłenki, która posłużyła do umieszczenia na liście wyborczej kandydatów z puli Wiktora Juszczenki.

Poza tym do koalicji weszły Związek Chrześcijańsko-Demokratyczny (wówczas pod nazwą Związek Chrześcijańsko-Ludowy), Kongres Ukraińskich Nacjonalistów, Republikańska Partia Chrześcijańska, Naprzód, Ukraino! i Liberalna Partia Ukrainy.
W przeprowadzonych 31 marca 2002 wyborach blok, startujący pod oficjalną nazwą Wyborczy blok politycznych partii „Blok Wiktora Juszczenki Nasza Ukraina” (ukr. Виборчий блок політичних партій «Блок Віктора Ющенка Наша Україна»), zajął pierwsze miejsce, uzyskując 23,6% głosów i zdobywając z własnych list 112 mandatów.

### Lata 2002–2005

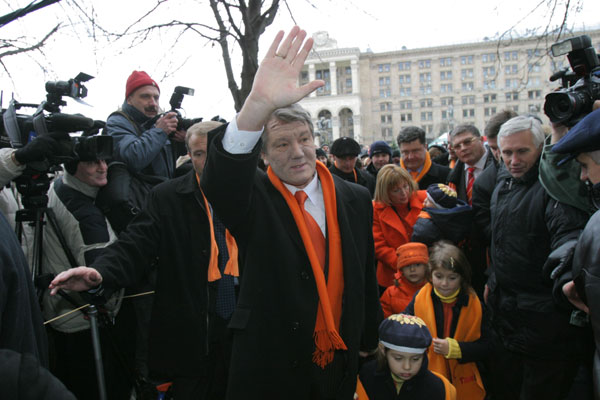
Wiktor Juszczenko podczas pomarańczowej rewolucji w 2004

Pomimo wyborczego zwycięstwa koalicja pozostała w opozycji do nowego rządu Wiktora Janukowycza wobec przewagi w parlamencie frakcji wspierających Łeonida Kuczmę. Do parlamentarnej większości przeszła większość tzw. posłów niezależnych (wybranych w okręgach jednomandatowych), ale i kilkunastu deputowanych Naszej Ukrainy.
W wyborach prezydenckich w 2004 blok poparł Wiktora Juszczenkę, aktywnie brał udział w pomarańczowej rewolucji, następnie współtworzył rządy Julii Tymoszenko i Jurija Jechanurowa.
W 2005 działacze Partii Solidarność, MPU, niezależni deputowani i pojedynczy politycy z innych ugrupowań stworzyli w ramach koalicji jednolitą formację pod nazwą Ludowy Związek „Nasza Ukraina”. Wkrótce blok opuściła część pozostałych dotąd tworzących i wspierających go ugrupowań, w tym Partia Obrońców Ojczyzny, Reformy i Porządek oraz Ukraińska Partia Ludowa.

### Wybory 2006
Przed wyborami parlamentarnymi w 2006 doszło do podpisania nowej umowy koalicyjnej pomiędzy 6 partiami:
- Ludowy Związek „Nasza Ukraina”;
- Ludowy Ruch Ukrainy;
- Związek Chrześcijańsko-Demokratyczny, chadecka partia Wołodymyra Stretowycza;
- Kongres Ukraińskich Nacjonalistów, nacjonalistyczna partia Ołeksija Iwczenki;
- Ukraińska Partia Republikańska „Zjednoczenie”, partia Anatolija Matwijenki;
- Partia Przemysłowców i Przedsiębiorców Ukrainy, byłego premiera Anatolija Kinacha.

Blok uzyskał 13,95% głosów i 81 mandatów, zajmując trzecie miejsce. NRU i PPPU uzyskały po około 10 mandatów, KUN, URP Sobor i chadecy po 3. Pozostałe objęli działacze NSNU i związani z nim kandydaci bezpartyjni.

### Lata 2006–2007
Po wyborach Blok Nasza Ukraina ostatecznie przystąpił do koalicji wspierającej drugi rząd Wiktora Janukowycza, jednak po kilku miesiącach przeszedł do opozycji. Wiosną 2007 na stronę obozu rządzącego odeszło kilkunastu jej deputowanych, a blok opuściła partia Anatolija Kinacha, który został ministrem gospodarki.
W lipcu 2007 pozostałe partie Naszej Ukrainy podpisały wraz z innymi ugrupowaniami porozumienie o utworzeniu listy Nasza Ukraina – Ludowa Samoobrona celem wspólnego startu w przedterminowych wyborach parlamentarnych. Stworzenie NU-NS zakończyło działalność bloku pod dotychczasową nazwą.